# Miasto Banja Luka
Miasto Banja Luka (serb. Град Бања Лука / Grad Banja Luka) – jednostka administracyjna w Bośni i Hercegowinie, w Republice Serbskiej. W 2013 roku liczyła 180 053 mieszkańców.